# Diego Fabbrini
Diego Fabbrini (San Giuliano Terme, Provincia de Pisa, Italia, 31 de julio de 1990) es un futbolista italiano. Juega de delantero en la U. S. Sambenedettese de la Serie D.

## Trayectoria
Debutó oficialmente el 21 de agosto de 2009 frente al Piacenza Calcio. En su primera temporada como futbolista profesional, y con solo diecinueve años de edad, consiguió ser titular en el club azzurri y anotó un gol en treinta partidos de la Serie B italiana. 
El 31 de agosto de 2010 fue traspasado junto a Gabriele Angella en calidad de cedido al Udinese Calcio. Como parte del acuerdo, Ricardo Chará y Flavio Lazzari se unieron al Empoli, también cedidos, aunque Fabbrini pasó lo que quedaba de la temporada 2010-2011 en el Empoli.
Fabbrini retornó a Udine en la temporada 2011-2012 y tuvo su debut oficial el 24 de agosto de 2011, en el partido de vuelta contra el Arsenal en casa, en sustitución del centrocampista ofensivo Giampiero Pinzi. Finalmente, el Udinese terminó eliminado tras perder los dos partidos. El 31 de agosto de 2011, Udinese compró el 50% del pase de Fabbrini. El 25 de septiembre del mismo año, tuvo su debut en la Serie A en el partido de visita frente al Cagliari, el cual acabó empatado sin goles. El 2 de mayo de 2012, Fabbrini convirtió su primer gol con la elástica bianconeri en la victoria 1-0 contra el Cesena.
Tras dos temporadas en Udinese, en las que convirtió tres goles en veintinueve partidos, el 31 de enero de 2013 fue cedido por seis meses al Palermo.
El 19 de julio de 2013 fichó por el Watford FC, equipo militante en la Segunda División inglesa propiedad del empresario Giampaolo Pozzo
El 31 de enero de 2014, el último día del mercado de transferencias, salió en préstamo al Robur Siena de la Serie B regresando al final de la temporada al club inglés.
El 16 de enero de 2015 salió cedido al Millwall FC por 3 meses con los que anota su primer gol el 26 de febrero en la derrota en casa contra el Sheffield Wednesday. El 26 de marzo de 2015 de nuevo salió en préstamo por otros 3 meses al Birmingham City.
El 27 de julio de 2017 llegó cedido por una temporada al Real Oviedo. Cuatro días más tarde, el 31 de julio y en plena pretemporada sufre una grave lesión de ligamentos cruzados que le deja sin jugar durante seis meses, hasta su debut con el equipo azul el 4 de febrero frente al eterno rival carbayón, el Sporting de Gijón al que vence por 2 a 1.

## Selección nacional
Ha sido internacional con la selección de fútbol de Italia en 1 ocasión. Debutó el 15 de agosto de 2012, en un encuentro amistoso ante la selección de Inglaterra que finalizó con marcador de 2-1 a favor de los ingleses.

## Clubes y estadísticas
| Club                            | País       | Año       | Partidos | Goles |
| ------------------------------- | ---------- | --------- | -------- | ----- |
| Empoli F. C.                    | Italia     | 2009-2011 | 60       | 3     |
| Udinese Calcio                  | Italia     | 2011-2013 | 38       | 3     |
| U. S. C. Palermo                | Italia     | 2013      | 8        | 1     |
| Watford F. C.                   | Inglaterra | 2013-2014 | 21       | 1     |
| Robur Siena                     | Italia     | 2014      | 10       | 1     |
| Watford F. C.                   | Inglaterra | 2014-2015 | 2        | 0     |
| Millwall F. C.                  | Inglaterra | 2015      | 12       | 1     |
| Birmingham City F. C.           | Inglaterra | 2015      | 5        | 0     |
| Middlesbrough F. C.             | Inglaterra | 2015-2016 | 22       | 4     |
| Birmingham City F. C.           | Inglaterra | 2016      | 21       | 0     |
| Spezia Calcio 1906              | Italia     | 2017      | 17       | 1     |
| Real Oviedo                     | España     | 2017-2018 | 17       | 1     |
| F. C. Botoșani                  | Rumania    | 2018-2019 |          |       |
| P. F. C. CSKA Sofía             | Bulgaria   | 2019      |          |       |
| F. C. Dinamo de Bucarest        | Rumania    | 2019-2021 |          |       |
| Ascoli Calcio 1898 FC           | Italia     | 2021-2023 |          |       |
| U. S. Alessandria 1912 (cedido) | Italia     | 2022      |          |       |
| Lucchese 1905                   | Italia     | 2023      |          |       |
| U. S. Sambenedettese            | Italia     | 2024-     |          |       |